# 推理バラエティー 誰もいない部屋
『推理バラエティー 誰もいない部屋』（すいりバラエティー だれもいないへや）は、1999年4月4日から2000年3月12日までNHK総合テレビで放送されたバラエティ番組である。

## 概要
部屋とそこに置かれたモノから住人の年齢や職業などのプロフィールを推理するエンターテインメント番組である。1996年から1998年まで不定期で6回放送された後、1999年度にレギュラー番組化された。

## 放送時間

### 特番時代
| 回数  | 放送日時                     |
| ----- | ---------------------------- |
| 第1回 | 1996年11月5日 22:00 - 22:45  |
| 第2回 | 1997年8月8日 21:45 - 22:30   |
| 第3回 | 1997年12月24日 22:00 - 22:45 |
| 第4回 | 1998年5月5日 22:00 - 22:45   |
| 第5回 | 1998年10月3日 19:30 - 20:45  |
| 第6回 | 1998年12月22日 22:00 - 22:45 |

### レギュラー時代
- 日曜 23:00 - 23:44
- 水曜 16:15 - 16:59

## 出演者
- 司会：内藤剛志
- 1問目出題ナレーター：垂木勉
- 2問目出題ナビゲーター：佐戸井けん太
- プロファイラー（パネラー）：渡辺満里奈、林家こぶ平、山田五郎、香山リカなど

## スタッフ
- 制作 - テレコムスタッフ